# Аити (коммуна)
Аити (фр. Aiti, корс. Aiti) — коммуна во Франции, находится в регионе Корсика. Департамент коммуны — Верхняя Корсика. Входит в состав кантона Голо-Морозалья. Округ коммуны — Корте.
Код INSEE коммуны — 2B003.

## Население
Население коммуны на 2008 год составляло 32 человека.
| 1962 | 1968 | 1975 | 1982 | 1990 | 1999 | 2008 |
| ---- | ---- | ---- | ---- | ---- | ---- | ---- |
| 66   | 59   | 32   | 16   | 26   | 24   | 32   |

## Экономика
В 2007 году среди 20 человек в трудоспособном возрасте (15—64 лет) 11 были экономически активными, 9 — неактивными (показатель активности — 55,0 %, в 1999 году было 40,0 %). Из 11 активных работали 11 человек (7 мужчин и 4 женщины), безработных не было. Среди 9 неактивных 8 человек были пенсионерами, 1 был неактивным по другим причинам.

## Фотогалерея

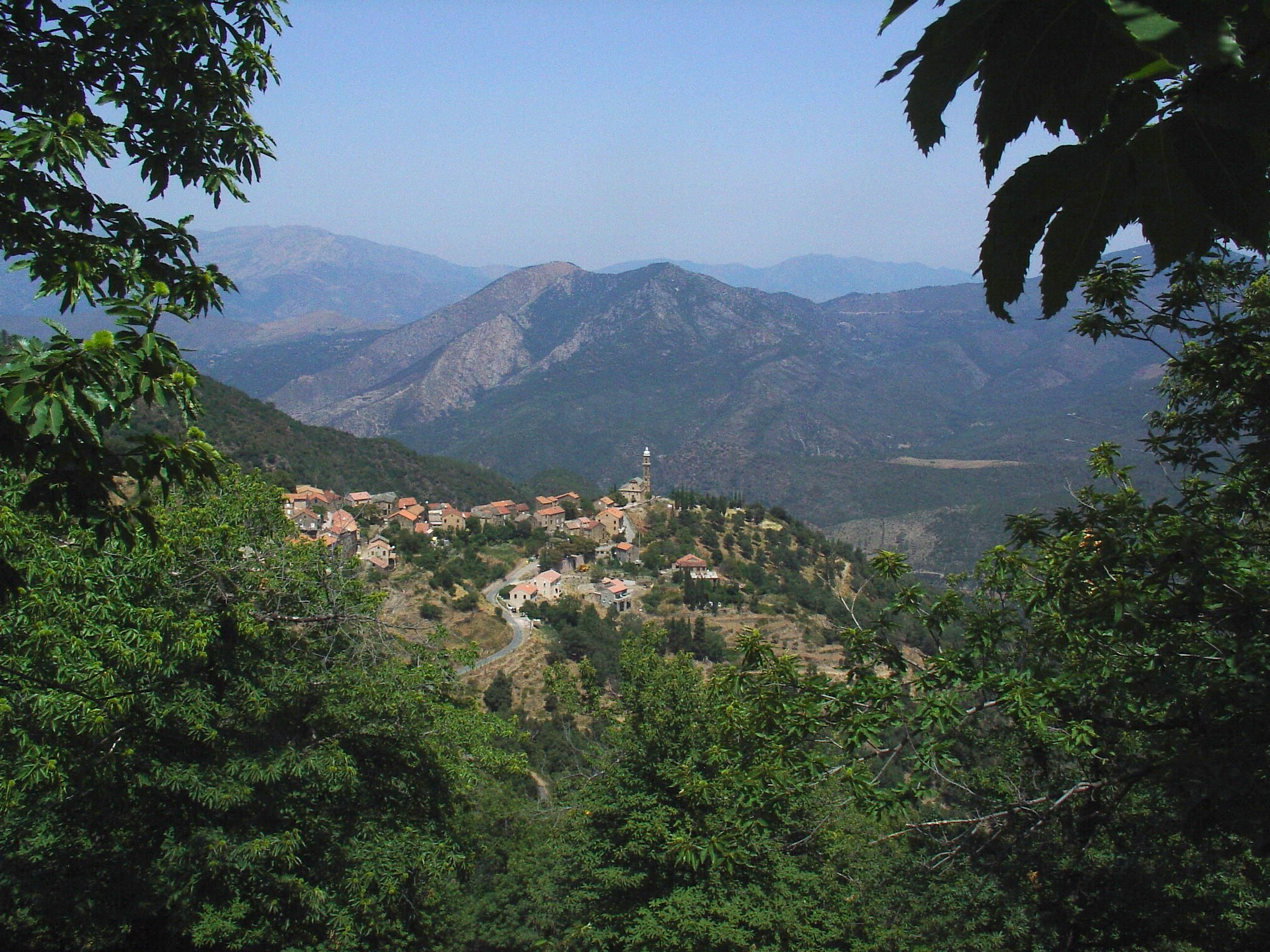
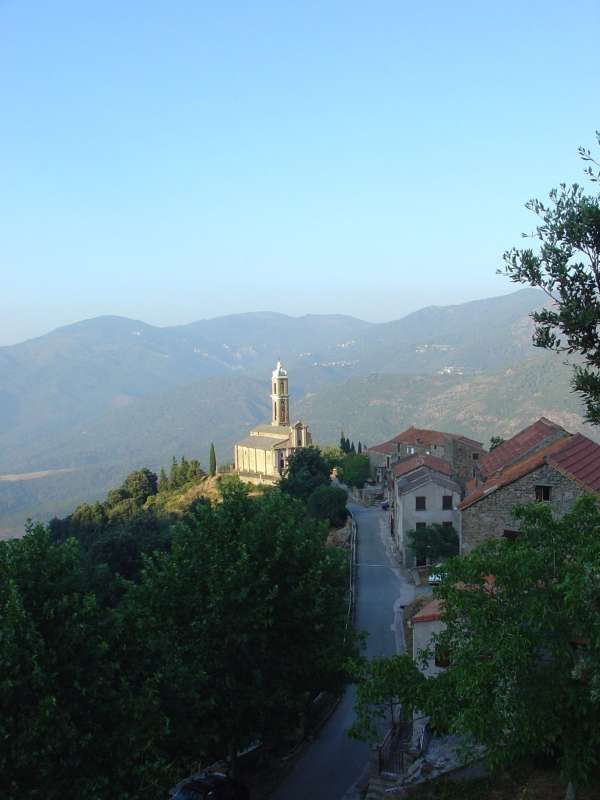